# Lehnitz
Lehnitz è una frazione della città tedesca di Oranienburg, nel Brandeburgo.

## Storia
Lehnitz fu nominata per la prima volta nel 1350.

Costituì un comune autonomo fino al 26 ottobre 2003.